# Операция «Арго»
«Операция „Арго“» (англ. Argo) — биографический исторический драматический триллер режиссёра Бена Аффлека. Сюжет картины основан на реальных событиях — операции спецслужб по спасению шести американских дипломатов из Тегерана. Сценарий написан по мотивам статьи Джошуа Бирмена «Как ЦРУ спасло американцев из Тегерана фальшивым фантастическим фильмом» и книги Тони Мендеса «Мастер маскировки». Премьера картины состоялась 31 августа 2012 года (фестиваль в Теллуриде). В широкий прокат она вышла 12 октября 2012 года.
Лента показала неплохие результаты в прокате — всемирные сборы составили более $232,3 млн, из них $136 млн в американском прокате, несмотря на рейтинг R, присвоенный из-за использования в диалогах ненормативной лексики. Третий режиссёрский опыт Бена Аффлека получил смешанную оценку критиков. Лестных отзывов заслужил баланс документального подхода к изображению событий и триллера, который держит в напряжении зрителей, хотя им заранее известна концовка. Подбор исполнителей и игра актёров второго плана также получили высокую оценку. Оправдав прогнозы, картина выиграла три статуэтки «Оскар» в семи номинациях, завоевав в 2013 году награду академии в главной номинации «Лучший фильм». Также картина заслужила множество других кинематографических наград, включая «Золотой глобус» и BAFTA в нескольких номинациях.
Серьёзные дискуссии вызвала историческая достоверность событий, показанных в фильме, и его политический контекст. Создателей картины обвиняли в принижении роли канадских спецслужб, чрезмерной политической ангажированности и слишком вольной трактовке событий. Картина была запрещена к показу в Иране, так как в ней, по мнению правящих кругов, история была искажена и преподнесена с проамериканской точки зрения.

## Сюжет
4 ноября 1979 года революция в Иране достигает своего апогея. Толпы исламистов штурмуют посольство США в Тегеране и врываются на его территорию. Персонал в спешке уничтожает печати, секретные документы и прочие материалы. 52 сотрудника попадают в плен, но шестерым удаётся покинуть посольство и найти убежище в доме канадского посла Кена Тейлора. Проходит 74 дня с момента их бегства. Сотрудники Государственного департамента ищут пути разрешения ситуации. Они предлагают дождаться весны, раздать дипломатам велосипеды и паспорта, чтобы те доехали до турецкой границы. Эксперт «ЦРУ по вопросам эксфильтрации Тони Мендес сомневается в разумности такого подхода. На следующий день он предлагает новый вариант, который пришёл ему в голову после просмотра фильма Битва за планету обезьян». Он предлагает выдать сотрудников посольства за скаутов — членов съёмочной группы канадского фильма, которые ищут натуру. Дерзкий план одобрен руководством ЦРУ. Следуя ему, Мендес обращается к помощи своего знакомого — известного гримёра Джона Чемберса. Через него он выходит на авторитетного голливудского продюсера Лестера Сигела и начинается подготовка к съёмкам. Мендес находит в архивах подходящий сценарий фантастического фильма «Арго», по стилю напоминающего «Звёздные войны». В игру вступает несколько опытных специалистов, включая редактора комиксов Джека Кирби. Открывается офис фиктивной компании «Studio 6 Productions», размещается реклама в профильных изданиях, проводится пресс-конференция.
Тем временем иранцы собирают бумажные обрезки из документов, прошедших измельчители для бумаг, и постепенно восстанавливают целые фотографии персонала посольства. Вот-вот вскроется отсутствие шестерых сотрудников. Тони Мендес прилетает в Иран и убеждает дипломатов довериться ему. Он помогает им несколько изменить внешность и обучает легенде — они канадцы и члены съёмочной группы. Власти назначают «киношникам» встречу на Тегеранском базаре, который они хотят снять для фильма. Во время встречи иранский агент тайком фотографирует всю «съёмочную группу». Встреча на базаре чуть не приводит к катастрофе: один из продавцов, чей сын был убит людьми шаха из американского оружия, набрасывается на «киношников», но им удаётся избежать развития конфликта. Также стражи исламской революции, проявляя интерес к «гостям посла», наведываются в его резиденцию, но его служанка, уже догадавшаяся, что это беглые американцы, развеивает их опасения.
На следующий день группа готовится покинуть страну. В последний момент Мендес получает приказ об отмене операции «Арго», но решает на свой страх и риск её закончить. Беглецы успешно проходят визовый контроль в мехрабадском аэропорту, заявив, что заполняли въездные визы. На последнем рубеже их задерживает контроль стражей исламской революции, они возмущаются откровенными афишами фильма. Один из дипломатов, владеющий фарси, эмоционально пересказывает сюжет фильма, стилизуя его под события иранской революции. Глава стражей звонит для проверки в «офис компании» в Голливуде, Чемберс в последнюю секунду успевает ответить на звонок. Стражи дают разрешение на вылет. Тем временем одного из шести дипломатов опознают по восстановленным посольским анкетам. Стражи выезжают прямо на взлётное поле, пытаясь задержать самолёт, но тот успевает взлететь и покинуть воздушное пространство Ирана. Посол и его люди также покидают Иран, служанка переходит иракскую границу.
Секретность операции сохраняется до конца. Роль спецслужб США никак не раскрывается, и все лавры достаются канадской стороне. В концовке руководство ЦРУ собирается отметить заслуги Тони Мендеса высшей наградой ЦРУ (en) на закрытой церемонии.

## В ролях
| Актёр           | Роль                                             |
| --------------- | ------------------------------------------------ |
| Бен Аффлек      | агент ЦРУ Тони Мендес                            |
| Брайан Крэнстон | Джек О’Доннелл шеф Мендеса, начальник отдела ЦРУ |
| Алан Аркин      | продюсер Лестер Сигел                            |
| Джон Гудмен     | гримёр Джон Чемберс                              |
| Кайл Чендлер    | Гамильтон Джордан глава администрации президента |
| Виктор Гарбер   | Кен Тейлор посол Канады в Иране                  |
| Керри Бише      | спасённый сотрудник посольства Кэти Стеффорд     |
| Тейт Донован    | спасённый сотрудник посольства Боб Андерс        |
| Клеа Дювалл     | спасённый сотрудник посольства Кора Лайджек      |
| Кристофер Денэм | спасённый сотрудник посольства Марк Лайджек      |
| Рори Кокрейн    | спасённый сотрудник посольства Генри Ли Шац      |
| Скут Макнейри   | спасённый сотрудник посольства Джой Стэффорд     |
| Кит Шарабайка   | сотрудник ЦРУ Адам Энгел                         |
| Крис Мессина    | сотрудник ЦРУ в отделе О’Доннелла Малинов        |

| Актёр             | Роль                                                   |
| ----------------- | ------------------------------------------------------ |
| Желько Иванек     | Роберт Пендер сотрудник госдепартамента                |
| Титус Уэлливер    | Джон Бейтс сотрудник ЦРУ                               |
| Боб Гантон        | Сайрус Вэнс государственный секретарь                  |
| Филип Бейкер Холл | Стэнсфилд Тёрнер директор ЦРУ                          |
| Ричард Кайнд      | агент WGA Джон Бейтс                                   |
| Майкл Паркс       | художник Джек Кёрби                                    |
| Том Ленк          | корреспондент Родд                                     |
| Ричард Диллэйн    | агент британской разведки Питер Николс                 |
| Кристофер Стэнли  | Том Ахерн сотрудник посольства                         |
| Пейдж Леонг       | супруга Кена Тейлора Пат Тейлор                        |
| Тейлор Шиллинг    | жена Тони Кристина Мендес (в реальности Джонна Мендес) |
| Шейла Ванд        | служанка в доме канадского посла Сахар                 |
| Эдриенн Барбо     | Нина бывшая супруга Сигела                             |
| Темина Санни      | билетный агент Swissair                                |

## Создание

### Сценарий
Захват заложников в посольстве в Тегеране стал одним из самых трагических моментов кризиса ирано-американских отношений во времена правления администрации Джимми Картера. Долгое время детали успешной миссии канадских и американских спецслужб 1980 года оставались под грифом «секретно». В 1997 году доступ к материалам был открыт, но особого интереса общественности они тогда не привлекли. В 2007 году представители продюсерской компании Smokehouse Pictures Джордж Клуни и Грант Хеслов обратили внимание на статью Джошуа Бермана «Как ЦРУ спасло американцев из Тегерана фальшивым фантастическим фильмом» («How the CIA Used a Fake Sci-Fi Flick to Rescue Americans from Tehran»), опубликованную в журнале Wired. Позже Хеслов и Клуни познакомились с книгой Тони Мендеса «Мастер маскировки» («The Master of Disguise») и встретились с ним самим. Материал, по мнению критика Манолы Даргис, был словно создан для фильма — нарочно такое не придумаешь. Идея показалась многообещающей, и они решили начать работу над сценарием. Smokehouse Pictures выкупила права на экранизацию, выдержав конкуренцию со стороны компании Plan B. Договор на производство был заключён со студией Warner Bros.
В июне 2009 года представители Smokehouse Pictures выбрали в качестве сценариста Криса Террио. В его портфолио на тот момент был всего один полнометражный фильм. Поначалу операция спасения дипломатов показалась настолько невероятной, что Крис не мог придумать, с какой стороны подойти к будущему сценарию. Писатель отправился изучать архивные материалы в библиотеки. Крис попытался мысленно представить, как бы сцены будущего фильма сыграли любимые актёры Сидни Люмета, звёзды экрана 1970-х, такие как Джек Уорден и Фэй Данауэй. Затем Террио принял вынужденное решение несколько упростить сюжет и придать ему более напряжённую концовку. В реальности последовательность действий спецслужб была достаточно сложной. Дипломаты не сидели безвылазно в доме канадского посла, а прятались в нескольких разных домах и переезжали с места на место. Улетели они из Тегерана несколькими рейсами. Герой картины Лестер Сигел, по воле сценариста, стал собирательным образом нескольких деятелей кинобизнеса. После соответствующих поправок сценарий постепенно стал складываться в единое целое.
По требованию студии Warner Террио добавил в начале пространный монолог Мендеса, рассказывающий о его предыстории (и даже работе в СССР), объясняющий зрителю смысл термина эксфильтрация. Впрочем, позже от этого монолога отказались — у фильма получалось два вступления. Текст шлифовался до начала 2011 года, пока он не достиг нужной степени готовности. Только тогда продюсеры начали искать режиссёра. Джордж Клуни собирался было лично возглавить съёмки и стать исполнителем главной роли, но он увлёкся проектом «Мартовские иды». Warner Bros. прислали рабочее предложение компании Бена Аффлека и Мэтта Деймона «Pearl Streets Film». «Познакомившись с „Арго“, я был просто потрясён и немедленно согласился возглавить съёмки» — рассказывал Бен, залпом прочитавший сценарий, как увлекательную книгу. При первом же ознакомлении со сценарием Бен решил, что комедийное начало в картине нужно будет сократить («примерно на четверть»), о чём сразу предупредил продюсеров. В феврале 2011 года его участие в проекте было окончательно подтверждено.
Рабочим названием картины был «Побег из Тегерана» («Escape From Tehran»), но в ходе работы создатели отказались от него, из-за созвучности с фантастическим «Побегом из Нью-Йорка». В реальной операции 1980 года название сценария совпадало с названием книги, по которой планировалась экранизация — «Lord of Light» («Бог света») Роджера Желязны. Тони Мендес поменял его на Argo, обыграв одну непристойную английскую шутку. Это же название и было решено использовать для фильма 2012 года. В картине в эпизоде первой читки текста в отеле Beverly Hilton обыгрывается созвучность слова Argo с мифическим кораблём, что придаёт сцене оттенок чёрного юмора. Персонажи по сюжету неоднократно повторяют вульгарную шутку словно лозунг, из-за чего картина впоследствии получила рейтинг R в американском прокате.

### Подбор актёров
|  | Глава администрации президента США Гамильтон Джордан |

В мае-июне 2011 года прошёл подбор актёров для картины. Ассистент по кастингу Лора Кеннеди помогла режиссёру отобрать около 130 исполнителей из примерно 3000 анкет. 120 персонажей в картине имеют роль со словами. Бен Аффлек, просматривая кандидатов, ориентировался не столько на статус, сколько на профессиональные данные и соответствие роли, предпочитая не засветившиеся на экранах лица. Режиссёр заранее предупредил, что перед съёмками будет проводить репетиции с актёрами по системе Станиславского (как он её себе представлял). Одним из первых приглашение воплотить образ голливудского дельца получил Алан Аркин. После просмотра картины «Красный штат» Аффлек подобрал из него нескольких актёров: Джона Гудмена, Майкла Паркса, Керри Бише. Гудмен и Аркин — актёры известные, но главным образом по ролям в авторском кинематографе. Очень тщательно подбирались на типаж «лица из 1970-х» актёры для шестёрки спасённых сотрудников посольства. Среди прошедших на эти позиции хорошо известен публике по ведущим ролям на телевидении был только Тэйт Донован. Остальные: Клеа Дювалл, Скут Макнейри, Рори Кохрейн, Керри Бише и Кристофер Дэнем — были сравнительно мало знакомы аудитории. На роли иранцев подбирались не просто актёры с восточными чертами, но именно этнические иранцы. Придирчивость в деталях доходила до того, что создателей не устроили любые носители языка фарси для диалогов, а только носители его тегеранского диалекта.
Оценивая результаты подбора актёров, зрители и специалисты отметили то, насколько точно внешность исполнителей совпадала с их прототипами. Между тем, Лора Кеннеди призналась, что не ставила перед собой задачи добиться при выборе внешности полного подобия. Это произошло в основном благодаря мастерской работе гримёра. Позицию главного героя Бен Аффлек без принципиальных дискуссий оставил за собой. Если с другими персонажами имело место довольно близкое соответствие прототипу, то здесь между латиноамериканцем Мендесом и белым Аффлеком его не наблюдается вовсе. Спутанные длинные волосы и борода изменили актёра настолько, что он не похож и сам на себя. Внешность Аффлека в картине стала предметом для упражнений в остроумии критиков, шевелюру актёра Ричард Корлисс назвал худшей причёской десятилетия.
В эпоху CGI Аффлек не захотел использовать сгенерированную при помощи компьютера массовку и привлёк живых людей для съёмок в Калифорнии и в Турции. Работа с большой массой людей, в условиях не самого обширного бюджета, потребовала, по выражению создателей, «военной точности». Статисты в Калифорнии набирались в основном из этнических персов, проживающих в окрестностях Лос-Анджелеса, в отдельных сценах было задействовано до 800 человек. Не составило труда найти персов и в Стамбуле. Самостоятельной задачей было правильно одеть героев. Одних только женских накидок хиджаб было пошито около 500 комплектов. Ещё одна проблема открылась после съёмок. Как выяснилось уже при монтаже, в набранной массовке преобладали люди в возрасте за 40 лет — молодёжь была днём занята на работе. В реальной истории иранской революции основу нападавших на посольство составляли студенты, но с этим уже ничего нельзя было поделать.

### Съёмки
Производство картины началось 30 августа 2011 года и продлилось 14 недель. Общий бюджет картины составил около $44,5 млн, из которых около $13 млн было потрачено непосредственно на производство и $18 млн на зарплату персоналу и актёрам. Главным образом съёмки прошли в Лос-Анджелесе. Компания Smokehouse Pictures взяла для съёмок кредит около $6 млн и при условии проведения всех работ в штате Калифорния получала налоговые льготы.
К сожалению для создателей, провести съёмки в Иране не представлялось возможным. Улицы и дома Тегерана были частично воссозданы в павильонах студии Warner Bros в Бербанке. В качестве аэропорта Мехрабад был использован один из идущих под снос старых терминалов лос-анджелесского аэропорта Онтарио (en). Внешний вид посольства США восстанавливали по фотографиям, а его роль сыграл, внешне весьма похожий, медицинский центр для ветеранов в местечке North Hills (Сан-Фернандо). Конторой Лэнгли стало административное здание Los Angeles Times. Его интерьеры использовались для воссоздания офисов посольств и спецслужб. Художник-постановщик был приятно удивлён тем, что убранство комнат здания мало изменилось за последние 30 лет и почти ничего не пришлось дополнять. Отдельные эпизоды, в течение четырёх недель, были отсняты в Стамбуле: в районе Большого базара, Голубой мечети, Ая-Софья. В одном из городских кварталов Стамбула были запечатлены эпизоды демонстрации, преградившей путь фургона, в котором ехали дипломаты. Отдельные эпизоды были сняты в Вашингтоне — в штаб-квартире ЦРУ.
Погружение зрителя в атмосферу начинается с заставки, в которой использован логотип Warner Bros. 1970-х годов. Редактор Уильям Голденберг вспоминал, как они с Аффлеком вдохновлялись политическими триллерами эпохи Никсона и Картера: «Вся президентская рать», «Три дня Кондора» и другими. Первые недели Крис Террио постоянно находился на съёмочной площадке. В сценарии было заключено известное противоречие — он содержал комедийное начало, связанное с «голливудской» сюжетной линией, хотя, в целом, фильм близок к политическому триллеру. Не стоило превращать картину в фарс и чрезмерно увлекаться ироническим настроением, поэтому Бен попросил сценариста быть в теме и дорабатывать материал по мере необходимости. Крис предлагал начать картину без всякого вступления — штурмом посольства с первых секунд, в духе «Кровавого воскресенья». Режиссёр остался при своём мнении. Он решил сделать вступление в духе комикса, познакомив зрителя с исторической канвой иранской революции.
При подготовке широко использовались архивные телевизионные и киноматериалы. В эпизодах картины можно заметить футаж с известными американскими телеведущими: Питером Дженнингсом, Томом Броукау, Тедом Коппелом. Серьёзным подспорьем для создателей стали архивные выпуски новостной передачи Nightline, которая начала выходить как раз в момент ирано-американского кризиса. Все выпуски передачи содержали временные метки (73-й день кризиса, 74-й день), что помогало ориентироваться во времени. Были привлечены материалы реальной операции ЦРУ 1979—1980 годов, сохранившиеся в архиве: постеры, раскадровка, сценарий, реклама в печати, документы и даже одежда. Консультантом картины по её «иранской» части стал друг Аффлека режиссёр Рафи Питтс. Он же сыграл в картине эпизодическую роль чиновника посольства. Перед съёмками режиссёр, вспомнив собственный опыт работы в «Пёрл Харбор», оставил актёров беглецов-дипломатов на две недели в изолированном помещении в духе 1970-х годов. Лишённые электронных аксессуаров, в одежде своих героев, они погружались в то время и обстановку.
Постоянное ретроспективное обращение по ходу ленты к документальным кадрам заставляло создателей быть очень точными в деталях. Значительные усилия были предприняты художником-постановщиком Шэрон Сеймур и костюмером Жаклин Уэст. Эпоха воссоздавалась вплоть до мелких деталей: пиджаков и галстуков, пепельниц, наручных часов, очков, плакатов на стенах. В офисах, очень художественно заваленных бумагами, можно увидеть знаменитые пишущие машинки IBM и терминалы пневмопочты. В квартире главного героя сначала «по привычке» оставили телефон-автоответчик современного вида, но вовремя спохватились — тогда таких ещё не существовало. Отдельный консультант (Тед Мозер) отвечал за подбор автомобилей тех марок, что ездили по улицам Вашингтона и Тегерана в то время. Так, например, он подобрал модель AMC Matador в качестве полицейской машины для сцены погони на аэродроме. Показ в картине эпизодов, а также постеров и фигурок персонажей из серий «Звёздные войны», «Звёздный путь», «Планета обезьян» потребовал получения разрешения у правообладателей и определённых затрат. Бен Аффлек счёл эти затраты оправданными, так как они стали важными деталями для создания атмосферы.
В основном картина запечатлена камерой на плёнку Kodak 5263. Съёмка на цифровую камеру использовалась очень ограниченно, в сценах со слабым освещением. Широко использовалась стилизация. Оператор нередко прибегал к приёмам времён Роберта Олтмена — неожиданным наездам камеры на второстепенные детали кадра. Эффекта качества 1970-х оператор и режиссёр добивались в том числе искусственным увеличением зернистости. Снимая на 35 мм плёнку, оператор использовал половину кадра. Затем половина кадра растягивалась до полного при помощи фотоувеличения. В отдельных случаях (например, сцены демонстраций) использовались плёнка 16 мм и Super 8 мм и съёмка с рук, которые давали эффект деградации качества картинки, характерный для архивных киноматериалов.
Стадия постпродакшн ленты заняла около 6 месяцев. Первоначальная редакторская правка происходила непосредственно в ходе съёмок. Раз в неделю Аффлек и редактор Уильям Голденберг собирались, просматривали материал, осуществляя предварительную отборку сцен, уже представляя себе, как они будут смотреться в окончательном монтаже. Голденберг сократил примерно 185 часов сырого материала до двух часов окончательного монтажа, обрезав свыше 30 тыс. метров плёнки. Цифровой негатив был изготовлен при участии студии EFilm. Запись музыки и сведение звука происходило в студии Capitol Records в Лос-Анджелесе. В картине использованы спецэффекты (около 600 кадров) при участии студии Method studios. Вид Тегерана с воздуха и образ самолёта над ним были отрисованы на компьютере. Сцена погони на аэродроме была создана таким же образом. Впрочем, большая часть визуальных эффектов из разряда незаметных. Именно благодаря им удалось, в значительной степени, достоверно воссоздать обстановку улиц столицы Ирана, некоторые редкие старые марки автомобилей, которые нелегко было найти. Отдельной задачей редактора было собрать воедино все эпизоды картины, снятые в разной технике и с разным качеством: 8 мм, 16 мм, 35 мм и цифровую съёмку, ретроспективные кадры — так, чтобы не было заметно швов.

### Выход в прокат и признание
С целью продвижения картины на рынок создатели провели агрессивную рекламную кампанию. В её рамках съёмочная группа объездила всю страну, дав множество интервью. Первый трейлер картины стал доступен в сети в мае 2012 года. Премьера картины состоялась на кинофестивале «Теллурайд» 31 августа 2012 года, где съёмочная группа получила восторженный приём. В Торонто съёмочная группа удостоилась 10-минутных аплодисментов. В широкий прокат картина вышла начиная с 12 октября 2012 года.
Ещё на ранней стадии проката «Операция „Арго“» получила прекрасные отзывы «сарафанного радио» и высший рейтинг A+ агентства CinemaScore. В открывающие выходные картина собрала достаточно скромные $19,5 млн (3 232 экрана), но затем она преуспела благодаря стабильным показателям. «Операция „Арго“» продолжила тенденцию увеличения в американском прокате числа картин с рейтингом R. Это отрицательно сказалось на прокатной судьбе фильма, но ему всё равно удалось преодолеть важный рубеж в $100 млн домашних сборов. Помогло здесь то, что лента ориентирована на старшую возрастную категорию. Внимание аудитории привлекла и растущая коллекция завоёванных кинонаград. К моменту открытия церемонии вручения «Оскаров» картина уже 18 недель была в прокате, но шла на 1405 экранах страны — весьма успешный показатель. В итоге, с бюджетом в $44,5 млн, она собрала в мире всего $219 млн ($133 млн США + $85 млн остальной мир).
Сезон 2013 года стал временем кинематографического осмысления истории страны ведущими режиссёрами. В отличие от прошлого года, за победу в гонке за «Оскарами» ожидалась очень острая конкуренция. На высшие награды претендовали: «Линкольн» Спилберга, «Цель номер один» Бигелоу, «Джанго освобождённый» Тарантино. Для повышения шансов «Операции „Арго“» в борьбе за «Оскар» была проведена отдельная рекламная кампания стоимостью около $10 млн. В её рамках были показаны телевизионные ролики, организована наружная реклама, рассылка критикам подарочных DVD-копий фильма и прочего. Задолго до церемонии, 10 сентября 2012 года, Роджер Эберт в своём блоге предсказал, что именно «Операция „Арго“» победит в главной номинации вручения наград американской киноакадемии. Прогноз практически единодушно поддержали ведущие кинокритики страны. Залогом грядущего успеха стали церемония награждения призами PGA и вручение премии «Золотой глобус», где картина победила в двух главных номинациях: за лучший фильм и лучшему режиссёру. Соревнование между фильмами привлекло пристальное внимание букмекеров, ставки крупнейших контор США и Великобритании, после церемонии «Золотого глобуса», принимались уже не на победу «Линкольна», а в пользу «Операции „Арго“». На церемонии вручения премий киноакадемии «Операцию „Арго“» ждал успех — она получила три статуэтки, включая приз лучшему фильму, и отметилась ещё в четырёх номинациях. Аналитики отметили, что впервые с 1989 года (а всего в истории киноакадемии было только три таких фильма) картина-победитель в номинации «лучший фильм» не была даже номинирована в категории «лучший режиссёр».
Для продюсерского дуэта Хеслов-Клуни «Операция „Арго“» стала долгожданным широким признанием. Картина стала прорывом к новым высотам для Бена Аффлека. Как писали про него — этот непременный лауреат «Золотой малины», герой позорно провалившейся «Джильи» — вдруг стал элитным режиссёром. По мнению самого режиссёра картины — львиная доля успеха принадлежит хорошему сценарию Криса Террио и точному подбору актёров.

## Оценка

### Критика
| Рейтинги            | Рейтинги |
| Издание             | Оценка   |
| ------------------- | -------- |
| Роджер Эберт        | [ 4 ]    |
| Джеймс Берардинелли | [ 24 ]   |
| Boston Globe        | [ 57 ]   |
| Washington Post     | [ 44 ]   |
| Rolling Stone       | [ 58 ]   |
| Guardian            | [ 59 ]   |

Третья режиссёрская работа Бена Аффлека получила в целом положительные отзывы у ведущих специалистов, хотя хватало и жёсткой критики. Практически все отметили зрелый сценарий с нетривиальной идеей в основе, умелое комбинирование документального подхода с нагнетаемой ближе к концовке зрелищной атмосферой триллера. Немалые усилия, потраченные съёмочной группой на воссоздание духа 1970-х, оправдались сторицей. Аффлек учится лучше работать с оператором и с редактором. Его кадр теперь визуально заполнен и тем подкупает зрителя, вызывая доверие к происходящему. Очень впечатляют финальные титры, показывающие, насколько достоверно создатели фильма передали исторические детали. Винтажная операторская работа Родриго Прието с грамотно расставленными визуальными акцентами также добавляет настроения. Хороший триллер как раз и отличается не эффектными перестрелками, а точным манипулированием временем и местом действия. Только так можно убедить зрителей в том, что иранцы действительно упустили американских дипломатов буквально в последнюю секунду, и даже знание концовки не мешает сполна получить удовольствие от просмотра. Валерий Кичин дал высокую оценку картине, отметив чётко выдержанную пропорцию между документальностью изложения и чистым триллером. «Операция „Арго“» получила высшую оценку у Роджера Эберта за «редкое кинематографическое мастерство».
Энн Хорндей («Washington Post) сравнила завязку триллера с известной картиной Хвост виляет собакой», отметив, что ближе к концовке иронический посыл сценария «Операции „Арго“» теряется, и она становится похожей на очередную «невыполнимую миссию». Критик Уэсли Моррис (The Boston Globe), соглашаясь с коллегой, невысоко отозвался о достоинствах фильма, отметив блестящую завязку и совершенно неубедительную концовку, в духе дешёвого боевика. Изрядное идеологическое начало, присутствующее в сюжете, оказало своё влияние на восприятие фильма критиками. Лариса Малюкова (Новая газета) выделила «Операцию „Арго“» как образец патриотического фильма и пример для подражания в этом жанре. В фильме присутствует и критика правительства и спецслужб, и незаметный подвиг рядового гражданина, в духе американского кинематографического авантюризма. Генри Барнс (The Guardian) назвал картину патриотической голливудской приманкой для «Оскара», в которой градус самовосхваления делает драму недостоверной. По мнению Лидии Масловой (КоммерсантЪ), картина идеологизирована настолько, что трудно сопереживать драме героев. Смотреть такую картину желательно, зная исторический контекст всех происходивших событий. «Отличная идея ещё не делает картину гениальной, — заметил Ричард Корлисс. — Фильм, в общем, так себе».
Сюжетная линия, связанная с Голливудом, звучит эффектным контрапунктом остальной части сюжета, обогащая триллер ироничным звучанием. Вероятно, Тони Мендес даже не представлял, в какую смесь фарса и драмы можно переплавить события, связанные со спасением дипломатов. Специалисты почти единодушно высоко оценили игру актёров второго плана Алана Аркина и Джона Гудмэна, мастерски передавших типажи голливудских дельцов. Со вкусом написанный сценарий с афористичными репликами придал образам жизненность и выпуклость. Впрочем, воплощение Беном Аффлеком центрального персонажа, и внешнее и внутреннее, совершенно не впечатлило критиков. Мендес, в исполнении Аффлека, тем более неубедителен, когда появляется на фоне хорошо подобранного ансамбля. Это обстоятельство особенно бросается в глаза в сцене совещания в ЦРУ (со слов: «эвакуации, как аборты — они вам не нужны…»). Актёр, по замыслу, должен изображать матёрого профессионала, к мнению которого прислушиваются коллеги, но убедительно сыграть такого персонажа у него не получается. По мнению Эми Бьянколи (SF Gate), он откровенно недоиграл практически во всех сценах, и с ней согласно большинство её коллег. Джеймс Берардинелли высказался о том, что режиссёр из Аффлека вышел лучше, чем актёр. Питер Трэверс (Rolling Stone) иронически написал о том, что Аффлек, конечно, не Хичкок, но справился неплохо — в рамках голливудского кодекса на изложение исторических фактов.

Как режиссёр Аффлек во многом исповедует схожую с Поллаком и Пакулой манеру. Талантливый и умный, с классическим подходом к режиссуре, чувствует актёров и ритм повествования — он из тех в Голливуде, кто развлекает с убийственной лёгкостью. Версия XXI века, а не второе пришествие Битти и Редфорда […] «Операция „Арго“» оставляет надежду на то, что в будущем у Аффлека всё же будет о чём высказаться по существу. Единственная проблема с фильмом в том, что после открывающих сцен он теряет нерв. Весь накал, с которым он начинается, постепенно выдыхается в обычное развлечение — это, конечно, спокойнее и приятнее, чем смотреть на то, каким же мог быть кризис с иранскими заложниками на экране. Пока что он Пакула, но без паранойи.
Оригинальный текст (англ.) As a director, Pollack and Pakula are pretty much where Affleck is as a director: a smart, talented classicist who’s good with actors and the rhythms of storytelling; someone who makes Hollywood entertainment look criminally easy. He’s more the 21st-century version of those two than the second coming of Beatty or Redford. […] “Argo” suggests that, in the future, he might have something more currently topical to say, the way Pakula did. My only problem with the movie is that, after those opening scenes, it loses its nerve. Despite all the suspense the movie generates and how much fun it is to watch and listen to, it’s safer than something about the Iranian hostage crisis should be. For now, he’s Pakula without the paranoia.
— Уэсли Моррис

### Социальный контекст и достоверность
Острую дискуссию вызвал социальный и политический контекст картины, а также вольная трактовка миссии 1980 года. Создатели картины приложили немало усилий для воссоздания деталей и старательно придерживались документальности в подходе. Бен Аффлек заметил в интервью: «Если бы картина не была правдой, то была бы провалом». Тем не менее, историческая достоверность «Операции „Арго“», которую Михаил Трофименков назвал картиной, обидевшей всех, вызвала много вопросов и нареканий. Наиболее жёстких оценок заслужила сценарная трактовка вклада канадских спецслужб, которым сюжетом была уготована вспомогательная роль в рискованной операции спасения. Джимми Картер, комментируя сюжет картины, внёс следующую поправку: «90 % вклада в идею и в доведение операции до конца принадлежит канадским спецслужбам». Бывший президент США также напомнил, что главным героем был канадский посол Кен Тейлор, а вовсе не Тони Мендес. Оценивая достоверность картины, Тони Мендес указал на то, что в реальной истории не было ни похода на базар, ни невероятной погони за самолётом в концовке. В реальности беглецы покинули Иран без особых эксцессов, и трактовка событий в духе голливудского боевика не выглядит оправданной. СМИ указали на целый ряд других неточностей и странностей в трактовке. Латиноамериканские источники акцентировали внимание на том, что Тони Мендес по происхождению является мексиканцем, тогда как изображающий его режиссёр картины является белым американцем.
После неожиданного успеха иранского кино, год спустя, церемония в театре «Долби» вновь была в центре внимания иранских телезрителей. «Операция „Арго“» была запрещена в Иране, оказавшись под шквалом критики. Местные СМИ назвали её оскорблением и «рекламой ЦРУ». Представители государственных структур заострили внимание на том, что насилие, показанное в картине, было чрезмерным, и сценарная трактовка не отвечала исторической действительности. Заместитель министра иностранных дел Ирана Мохаммад Хоссейни заявил, что история в картине была искажена. Канадский писатель, этнический иранец Жион Гомеши назвал изображение иранцев в картине преувеличенно жестоким и глубоким заблуждением.

«Операция „Арго“», эдакая воинственная сказка, ведёт непосвящённую западную публику к совершенно неправильному представлению о природе иранского народа. Не режима, а именно народа.
Оригинальный текст (англ.)Argo provides the uninitiated Westerner with a crash course in the nature of the Iranian people as if out of some kind of hawkish fairy tale. Not just the regime, the people.
— 
Впрочем, зрители Ирана могли составить собственное представление о фильме. Пиратские DVD диски с фильмом доступны на чёрном рынке Ирана, и он шёл в подпольном прокате.
Факт того, что победителя наград киноакадемии в борьбе за лучший фильм объявляла Первая леди США Мишель Обама, только усилил подозрения в политической ангажированности. Газета Washington Post провела параллель между временем успеха «Операции „Арго“» и очередным витком напряжённости в ирано-американских отношениях. Странным выглядел и сам выбор в качестве сюжета только одной, наиболее успешной, части истории, связанной с иранским кризисом. Как известно, освобождение остальных 52 заложников повлекло за собой потерю миллиардов долларов, провал операции «Орлиный коготь» и потерю репутации спецслужб США. В январе 2013 года стало известно, что Иран планирует начать съёмки собственной версии истории, связанной с событиями 1979—1980 годов в Тегеране. Режиссёр Атаолла Салманян публично высказался о намерении снять патриотический фильм «Генеральный штаб», как ответ на картину Аффлека. Полемизируя с критиками, Аффлек заявил: «Мы указали, что фильм снят на основе реальных событий, но никогда не говорили, что экранные события реальны». Обвинения в политической мотивации режиссёр также назвал совершенно надуманными: «Я только рассказал интересную историю», — заявил создатель картины. Уильям Голденберг полагал, что съёмочная группа постаралась по возможности сохранить нейтральный взгляд на ситуацию, не путая напряжение триллера с политической напряжённостью. Питер Дебрюж (Variety) нашёл своеобразное объяснение чрезмерной вольности в трактовке исторических событий и ксенофобии: иранцы в картине явно не глупее Тони Мендеса, раз смогли догадаться о том, что их водят за нос (не в пример реальным сотрудникам аэропорта в 1980 году).
Оскорблённым оказался и настоящий автор сценария неснятого фильма «Бог света»/«Арго» 1979 года — Барри Геллер. После успеха фильма 2012 года он высказал на своём сайте недоумение по поводу тэглайна фильма Аффлека: «Фильм фальшивый. Миссия настоящая» («The movie was fake. The mission was real»). Геллер заявил о том, что тридцать лет назад планы снять фильм не осуществились только из-за недоразумения — увы, не всем сценариям в Голливуде суждено дойти до стадии реализации. Однако это вовсе не повод называть фильм «фальшивым». Хотя, неожиданным образом, тот старый сценарий стал известен всему миру и теперь, возможно, получит второй шанс.

### Премии и номинации
| Награда                               | Кому присуждена                                |
| 2013 Лауреат: премия «Оскар»          | 2013 Лауреат: премия «Оскар»                   |
| ------------------------------------- | ---------------------------------------------- |
| Лучший фильм                          | Джордж Клуни, Грант Хеслов, Бен Аффлек         |
| Лучший адаптированный сценарий        | Крис Террио                                    |
| Лучший монтаж                         | Уильям Голденберг                              |
| Номинация:                            |                                                |
| Лучшая мужская роль второго плана     | Алан Аркин                                     |
| Лучшая музыка                         | Александр Деспла                               |
| Лучший звук                           | Джон Райтц, Грегг Рудлофф, Хосе Антонио Гарсия |
| Лучший звуковой монтаж                | Эрик Одаль, Итан ван дер Рин                   |
| 2013 Лауреат: премия BAFTA            |                                                |
| Лучшая режиссура                      | Бен Аффлек                                     |
| Лучший фильм                          | Джордж Клуни, Грант Хеслов, Бен Аффлек         |
| Лучший монтаж                         | Уильям Голденберг                              |
| Номинация:                            |                                                |
| Лучшая мужская роль                   | Бен Аффлек                                     |
| Лучшая мужская роль второго плана     | Алан Аркин                                     |
| Лучшая музыка                         | Александр Деспла                               |
| Лучший адаптированный сценарий        | Крис Террио                                    |
| 2013 Лауреат: премия «Золотой глобус» |                                                |
| Лучшая режиссура                      | Бен Аффлек                                     |
| Лучший фильм                          | Бен Аффлек                                     |
| Номинация:                            |                                                |
| Лучший адаптированный сценарий        | Крис Террио                                    |
| Лучший актёр второго плана            | Алан Аркин                                     |
| Лучшая музыка к фильму                | Александр Деспла                               |
| 2013 Лауреат: премия «Сезар»          |                                                |
| Лучший иностранный фильм              | Бен Аффлек                                     |

| Награда                                                    | Кому присуждена                                            |
| 2013 Лауреат: премия Национального совета кинокритиков США | 2013 Лауреат: премия Национального совета кинокритиков США |
| ---------------------------------------------------------- | ---------------------------------------------------------- |
| Spotlight Award                                            | Джон Гудмен                                                |
| За особый вклад в кинематограф                             | Бен Аффлек                                                 |
| Top Films                                                  |                                                            |
| 2013 Лауреат: премия Гильдии сценаристов США               |                                                            |
| Лучшая драма по адаптированному сценарию                   | Крис Террио                                                |
| 2013 Номинация: премия Выбор народа                        |                                                            |
| Лучшая драма                                               |                                                            |
| 2013 Лауреат: премия Американского института кино          |                                                            |
| Фильм года                                                 | Джордж Клуни, Грант Хеслов, Бен Аффлек                     |
| 2013 Лауреат: премия Гильдии киноактёров США               |                                                            |
| Лучший актёрский ансамбль                                  | актёрский состав фильма                                    |
| Номинация:                                                 |                                                            |
| Лучшая мужская роль второго плана                          | Алан Аркин                                                 |
| 2013 Лауреат: премия Гильдии продюсеров Америки            |                                                            |
| Лучший продюсер кинофильма                                 | Джордж Клуни, Грант Хеслов, Бен Аффлек                     |
| 2013 Лауреат: премия Гильдии режиссёров Америки            |                                                            |
| Лучшая режиссёрская работа                                 | группа ассистентов режиссёра                               |
| 2012 Лауреат: премия «Спутник»                             |                                                            |
| Лучшая музыка                                              | Александр Деспла                                           |
| Номинация:                                                 |                                                            |
| Лучший фильм                                               |                                                            |
| Лучший режиссёр                                            | Бен Аффлек                                                 |
| Лучший сценарий                                            | Крис Террио                                                |

Информация по премиям и номинациям представлена по данным сайта imdb.com.

## Музыка
Для работы над картиной продюсеры привлекли известного французского композитора Александра Деспла. Он имел репутацию композитора с нешаблонным подходом к творчеству и уже работал совместно с Smokehouse Pictures над картиной «Мартовские иды». Деспла написал музыку и для одного из конкурентов «Операции „Арго“» — картины «Цель номер один», сюжетно перекликавшейся с работой Аффлека. При создании саундтрека картины Деспла вдохновлялся ближневосточными мотивами и их сюжетным противопоставлением классической западной музыке. Для создания этнического фона композитор использовал подходящие восточные инструменты и голоса певцов с Ближнего Востока. Так, в композиции, которая исполняется в момент прибытия Тони Мендеса в Тегеран, звучит голос известной иранской певицы Суссан Дейхим. Акцентированное использование ударных помогает развитию напряжённой атмосферы картины, в особенности ближе к развязке. В картине заметно обращение к популярной музыке 1970-х, также создающей настроение времени. Композиции «Little T&A» The Rolling Stones, «Sultans of Swing» Dire Straits, «Dream On» Aerosmith, «When the Levee Breaks» Led Zeppelin возвращают зрителя в эпоху расцвета рок-музыки 1970-х. В интервью Бен Аффлек высказывался о том, что не особенно любит подчёркивать настроение в картине музыкой и часто обходится без музыкального сопровождения, считая его искусственным. Ему больше по душе звуковые и шумовые эффекты. Поэтому в ключевой сцене штурма посольства музыкальное сопровождение не используется вовсе — слышны только естественные звуки.
Работа Деспла была отмечена номинациями во всех ведущих кинопремиях: «Оскар», «Золотой глобус» и BAFTA. Оценка специалистами музыки к картине была, впрочем, сдержанной. Ресурс Scoretrackinenglish отметил, что этнический подход не сильно себя оправдал, а Аффлеку гораздо разумнее было обратиться к услугам Гарри Грегсон-Уильямса. Дэн Голвассер (soundtrack.net) заметил только, что музыка не сильно мешает восприятию фильма. CD с саундтреком картины вышел на лейбле WaterTower Music и на ресурсах цифровой дистрибуции 9 октября 2012 года.
| №   | Название                                                        | Автор(ы)                                                                                              | Исполнитель           | Длительность |
| --- | --------------------------------------------------------------- | --- | --------------------- | ------------ |
| 1.  | «Upside Down» (из фильма «В долине Эла»)                        | Марк Айшем                                                                                            |                       |              |
| 2.  | «Charlie's Tune»                                                | Джозеф Либман                                                                                         | Бобби Шорт            |              |
| 3.  | «March To The Dead City» (из фильма «Битва за планету обезьян») | Леонард Розенман                                                                                      |                       |              |
| 4.  | «Hip-Hug-Her»                                                   | Стив Кроппер, Дональд Данн (Дональд Данн), Эл Джексон младший (Эл Джексон — младший) и Букер Т. Джонс | Букер Т. Джонс        |              |
| 5.  | «Little T&A» (с альбома Tattoo You (1981))                      | Мик Джаггер, Кит Ричардс                                                                              | Rolling Stones        |              |
| 6.  | «Sultans of Swing»                                              | Марк Нопфлер                                                                                          | Dire Straits          |              |
| 7.  | «Dance The Night Away» (с альбома Van Halen II (1979))          | Эдди Ван Хален, Алекс Ван Хален, Майкл Энтони, Дэвид Ли Рот                                           | Van Halen             |              |
| 8.  | «Concrete Jungle»                                               | Род Байерс                                                                                            | The Specials          |              |
| 9.  | «Adhan – Call To Prayer» (азан)                                 | | Shaam                 |              |
| 10. | «Abwoon Call To Prayer» (азан)                                  | | Jahanara Laura Mangus |              |
| 11. | «When the Levee Breaks»                                         | Роберт Плант, Джимми Пейдж, Джон Бонэм, Джон Пол Джонс                                                | Led Zeppelin          |              |
| 12. | «Stalking Stars»                                                | Эндрю Локинтон                                                                                        | Эндрю Локинтон        |              |
| 13. | «Al Adhan»                                                      | Пэт Джаббар (аранжировка)                                                                             | Юсеф Эль Меджад       |              |
| 14. | «Do You Miss London» (из фильма «Шпионские игры»)               | Гарри Грегсон-Уильямс                                                                                 |                       |              |
| 15. | «Hace Tuto Guagua»                                              | Taato Gomez (аранжировка)                                                                             | Familion              |              |

Вся музыка написана Александром Деспла.
| №   | Название                     | Длительность |
| --- | ---------------------------- | ------------ |
| 1.  | «Argo»                       | 3:38         |
| 2.  | «A Spy In Tehran»            | 4:18         |
| 3.  | «Scent Of Death»             | 3:26         |
| 4.  | «The Mission»                | 2:07         |
| 5.  | «Hotel Messages»             | 2:03         |
| 6.  | «Held Up By Guards»          | 5:31         |
| 7.  | «The Business Card»          | 2:55         |
| 8.  | «Breaking Through The Gates» | 3:50         |
| 9.  | «Tony Grills The Six»        | 3:30         |
| 10. | «The Six Are Missing»        | 3:21         |
| 11. | «Sweatshop»                  | 1:31         |
| 12. | «Drive To The Airport»       | 3:45         |
| 13. | «Missing Home»               | 3:00         |
| 14. | «Istanbul - The Blue Mosque» | 2:18         |
| 15. | «Bazaar»                     | 3:45         |
| 16. | «Cleared Iranian Airspace»   | 6:01         |

## Цифровые носители
В России фильм на DVD/BR-носителях был выпущен в продажу компаний «CP Дистрибуция» 14 февраля 2013 года. В Северной Америке и в Великобритании фильм на DVD/BR вышел 19 февраля. Картина также доступна для приобретения в сервисе цифровых копий UltraViolet.
Характеристики:
- Соотношение 2,35:1
- Разрешение 1080p / 23,976 fps.

- Видео битрейт: 22,85 Mbps
- Аудио битрейт: 3738 Kbps

BR-диск с картиной стал одним из лидеров продаж. На неделе с 18 по 24 февраля фильм занял первое место в чартах продаж BR-дисков, опередив лидера сезона «Скайфолл». Ресурс DVDBeaver отметил удовлетворительное качество оцифровки, обратив внимание на специфику фильма, стилизованного под 1970-е. Цветовая гамма картины несколько приглушённая, а искусственная зернистость в некоторых сценах не показывает истинного разрешения. Blu-ray-издание содержит обширный набор дополнительных материалов. 46-минутная документальная лента «Eye witness account» («Свидетельства очевидцев») позволит зрителю подробно познакомиться с событиями 1979—1980 годов и их оценкой. «Eye witness account» возможен к просмотру в режиме картинка-в-картинке (BR-версия). В подборку материалов также входят: фильм «Escape from Iran: The Hollywood Option» («Побег из Ирана: Голливудский вариант»), комментарии режиссёра и сценариста картины. Среди всего прочего в них можно найти интервью с участниками событий: Джимми Картером, Тони Мендесом, спасёнными американскими дипломатами.
4 марта Warner Brothers выпустила расширенную версию фильма (extended edition) на носителе Blu-Ray. Релиз состоялся в Великобритании и далее в других странах Европы. Warner Brothers не сообщила о планах выпуска расширенной версии в США. Расширенная версия на 9 мин 13 сек (553 сек) длиннее кинотеатрального варианта. Она содержит пять дополненных сцен, две перемонтированные и две сцены были удалены. В основном изменения коснулись личной жизни Тони Мендеса, его отношений с семьёй. Во время проката раздавались отдельные голоса критиков в связи с тем, что женские роли в картине сугубо вторичны. Здесь женщинам уделено больше внимания, и бывшая супруга Мендеса Кристина (актриса Тейлор Шиллинг) уже имеет роль со словами. Решение удалить данные эпизоды из кинотеатральной версии представляется ряду критиков разумным. Они считают, что расширенная версия более мелодраматична и действие в ней несколько замедлено.